# Sara van de Geer
Sara Anna van de Geer (Leiden, 7 de maio de 1958) é uma estatística professora do Departamento de matemática no Instituto Federal de Tecnologia de Zurique. Sara van de Geer é filha do psicólogo John van de Geer.

## Formação
Obteve um mestrado em 1982 e um doutorado em matemática em 1987 na Universidade de Leiden. Sua tese, Regression Analysis and Empirical Processes, foi orientada por Willem Rutger van Zwet e Richard David Gill.

## Reconhecimentos e premiações
Foi palestrante convidada do Congresso Internacional de Matemáticos em Hyderabad (2010).
É membro da Academia Leopoldina e do Instituto Internacional de Estatística e membro correspondente da Academia Real das Artes e Ciências dos Países Baixos.

## Publicações
- van de Geer, Sara (2016). Estimation and testing under sparsity : École d'Été de Probabilités de Saint-Flour XLV - 2015. [S.l.]: Springer. ISBN 978-3-319-32773-0
- Bühlmann, Peter; van de Geer, Sara (2011). Statistics for high-dimensional data : methods, theory and applications. [S.l.]: Springer. ISBN 978-3-642-20191-2
- van de Geer, Sara (2009). Empirical processes in M-estimation. [S.l.]: Cambridge University Press. ISBN 978-0-521-12325-9
- del Barrio, Eustasio; Deheuvels, Paul; van de Geer, Sara (2007). Lectures on empirical processes : theory and statistical applications. [S.l.]: European Mathematical Society. ISBN 978-3-03719-027-2
- van de Geer, Sara (2000). Applications of empirical process theory. [S.l.]: Cambridge University Press. ISBN 0-521-65002-X